# Рождественское полено
«Рожде́ственское поле́но» (бюш де Ноэль, фр. bûche de Noël) — традиционный рождественский торт в виде полена, распространённый во Франции и бывших французских колониях. По сути, это разновидность рулета. Обычай выпекания этого торта восходит к средневековому обычаю сожжения рождественского полена.
Чаще всего его изготавливают из бисквитного теста таким образом, чтобы срез торта напоминал спил древесного ствола, а крем намазывают так, чтобы он был похож на кору дерева. Часто украшают сахарной пудрой, которая символизирует снег, а также фигурками грибов (сделанных из марципана) и ягодами.

## История
Восходит к древнему языческому обряду сожжения святочного полена. Начиная с XII века во Франции появилась традиция в канун Рождества изготовлять всей семьей во дворе дома из свежей древесины (как правило, вишнёвого дерева) рождественское полено. С определёнными церемониями его торжественно заносили в дом. Глава семьи поливал его маслом и подогретым вином, и вся семья воздавала молитвы. Маленькие девочки поджигали полено с помощью щепок, оставшихся от полена предыдущего года (согласно поверию, зола и щепки, остававшиеся от сжигания рождественского полена, хранили дом от молний и проделок дьявола в течение года; поэтому их тщательно собирали и хранили). Считалось важным, чтобы у всех, кто участвует в процессе поджигания нового полена, были чистые руки. Постепенно традиция сжигания полена отмирала, хотя и сегодня в домах, имеющих камины, её придерживаются. Но большинство французов украшают свой стол маленьким макетом рождественского полена и оформляют в виде рождественского полена некоторые блюда. Так что в наши дни бюш де ноэль — это праздничный шоколадный рулет, украшенный сахарными фигурками и листьями.[стиль]
В Германии бисквитный торт-рулет носит название «дуб Бисмарка».